# Anica Dolanc
Anica Dolanc, slovenska učiteljica in vzgojiteljica, * 28. julij 1911, Hrastnik, † 26. januar 1991, Ljubljana.
Diplomirala je 1940 iz biologije in geografije na zagrebški Višji pedagoški šoli. Pred 2. svetovno vojno je poučevala na raznih šolah, od 1947-1969 pa je bila zaposlena v raznih organih Socialistične republike Slovenije za šolstvo. Delovala je predvsem na področju predšolske vzgoje in družbene skrbi za predšolskega otroka; strokovne članke je objavljala v pedagoških publikacijah in revijah. Prejela je Žagarjevo nagrado.